# Werner Faymann
Werner Faymann (Vienna, 4 maggio 1960) è un politico austriaco, presidente della Partito Socialdemocratico d'Austria dal 2008 al 2016 e cancelliere federale dell'Austria dal 2008 al 2016.

## Biografia
In seguito alle elezioni federali del 28 settembre 2008, nelle quali la SPÖ si confermò primo partito alla Camera bassa del Parlamento dell'Austria, il presidente Heinz Fischer conferì a Faymann l'8 ottobre l'incarico di formare un nuovo governo. Dopo prolungate trattative, egli formò un governo di coalizione con la ÖVP il 23 novembre, entrando in carica ufficialmente il 2 dicembre. 
Nel 2015 la crisi migratoria su scala continentale ha visto entrare migliaia di profughi in Austria le elezioni nei Land videro il rafforzamento del partito FPÖ, contrario a qualsiasi ingresso ulteriore di rifugiati. Il primo turno delle elezioni presidenziali nell'aprile 2016 ha visto la vittoria del candidato della destra nazionalista Norbert Hofer, eliminando entrambi i candidati della Coalizione governativa, nonostante Faymann abbia inasprito la legislazione in tema di immigrazione. 
Il 9 maggio 2016 si è dimesso sia dalla carica di Cancelliere federale che di presidente della SPÖ; gli succede come cancelliere ad interim il suo vice Reinhold Mitterlehner, della ÖVP.

## Vita privata
Faymann è un cattolico romano. È sposato e ha due figli.